# 八十四户乡
八十四户乡，是中华人民共和国新疆维吾尔自治区塔城地区乌苏市下辖的一个乡镇级行政单位。

## 行政区划
八十四户乡下辖以下地区：
其格勒克村、兰干买里村、墩买里村、杨家庄子村、巴海村、五道桥村、莲花池村、水磨沟村、庙村、林家戈壁村、八十四户村、康家庄子村、陈家庄子村、党家庄子村、转湾湖村、麦家梁村、太阳沟村、沙梁子村和大榆树村。